# Glenn Robinson
Glenn Allan „Big Dog“ Robinson, Jr. (* 10. Januar 1973 in Gary, Indiana) ist ein ehemaliger US-amerikanischer Basketballspieler, der zwischen 1994 und 2005 in der NBA aktiv war.

## College
Glenn Robinson spielte insgesamt zwei Jahre für die Purdue University. Er legte eine sehr erfolgreiche College-Karriere hin und erzielte in seinem Junior-Jahr 30,3 Punkte sowie 11,2 Rebounds pro Spiel. Damit war er der erste Spieler seit 1978 der in diesen beiden Kategorien die Big Ten Conference anführte. Für seine Leistungen gewann er unzählige Collegeauszeichnungen wie den Big Ten Conference Player of the Year, den John R. Wooden Award sowie den Naismith Award, als bester Basketball-Collegespieler.

## NBA
Im NBA-Draft 1994 wurde Robinson von den Milwaukee Bucks an 1. Stelle ausgewählt. Noch bevor er ein Spiel für die Bucks absolviert hatte, erhielt er einen Zehnjahresvertrag, der ihm 68 Millionen Dollar garantierte. Damit wurde er zum bestbezahlten Rookie der NBA-Geschichte. Im Jahr darauf einigte sich die NBA auf begrenzte Verträge für Rookies. Robinson gewann während seiner ersten Saison zweimal den Rookie of the Month. Zum Ende der Saison führte er die Liste der Rookies in Punkte mit 21,9 Punkte pro Spiel an. Bei der Wahl zum Rookie of the Year musste er sich Grant Hill und Jason Kidd geschlagen geben. Er wurde jedoch in das NBA All-Rookie First Team berufen.
Während seiner Zeit bei den Bucks bildete Robinson mit Ray Allen und zeitweise auch mit Sam Cassell eines der besten Offensive-Duos der NBA. 2000 und 2001 stand er im NBA All-Star Game. 2001 gelang den Bucks der Vorstoß bis ins Eastern Conference Finale. In sieben seiner acht Jahre für die Bucks erzielte Robinson immer mehr als 20 Punkte pro Spiel. Hinter Giannis Antetokounmpo und Kareem Abdul-Jabbar ist Robinson der erfolgreichste Korbschütze der Bucks-Geschichte.
2002 wurde Robinson zu den Atlanta Hawks getradet. Bei diesen spielte er nur ein Jahr und erzielte in dieser Zeit 20,8 Punkte pro Spiel und traf 87,8 % seiner Freiwürfe.
2003 folgte ein Wechsel zu den Philadelphia 76ers, wo er an der Seite von Allen Iverson die zweite Scoringoption stellte. Er spielte jedoch nur 42 Spiele, in diesen erzielte er 16,6 Punkte pro Spiel. Aufgrund einer Verletzung spielte Robinson 2004–05 kein Spiel mehr für die 76ers. Er wechselte im Februar 2005 zu den New Orleans Hornets, die ihn jedoch kurz darauf entließen.
Seine letzte NBA-Station waren die San Antonio Spurs, die Robinson am 5. April 2005 verpflichteten. Für die Spurs absolvierte er die restlichen Spiele der Saison.
In den Playoffs 2005 kam Robinson als Rollenspieler von der Bank und gewann mit dem Spurs die NBA-Meisterschaft. In den Playoffs erzielte er in 13 Playoffbegegnungen 3,8 Punkte und 1,6 Rebounds pro Spiel.
Nach dem Gewinn der Meisterschaft fand Robinson kein Team mehr und beendete verletzungsbedingt, im Alter von 32 Jahren, seine NBA-Karriere. Während seiner Karriere erzielte Robinson durchschnittlich 20,7 Punkte, 6,1 Rebounds und 2,7 Assists in 688 Profispielen.

## Sonstiges
Robinson wurde ursprünglich für die Basketball US-Auswahl bei den Olympischen Spielen 1996 nominiert, jedoch musste er verletzungsbedingt absagen. Sein ältester Sohn Glenn Robinson III wurde im NBA-Draft 2014 an 40. Stelle durch die Minnesota Timberwolves ausgewählt.